# 魔法童話夜
是一部於2008年上映的美國喜劇片。為亞當·沙克曼執導，華特迪士尼影業發行，阿當·桑迪拿主演（這個作品也是他在華特迪士尼影業裡的第一個作品），他成立的兩所公司也有參与製作。其製片預算達美金$80,000,000。這個影片的票房在國家裡總值美金$109,586,932，全球票房則為美金$196,203,938 。

## 劇情
斯基特·布朗森（阿當·桑迪拿飾演）是一名酒店雜務員，而在童年的時候，他的爸爸答應了他將來會成為一名酒店的管理員，但後來卻被別人買了去。二十五年後，新的酒店管理員計劃建一間新的酒店，更委托別人去成為其管理員。
在同時史基達也被他的妹妹要求，為她照顧她的兒女。工作繁重的他，回家後還要費心力調解自己妹妹溫蒂幾個孩子間的小矛盾。好不容易找到一個讓他們乖乖聽話的好辦法──講故事，史基達卻又發現自己實在不是講故事的材料；本來就沒多少文學細胞的他，腦子裡的故事翻來覆去就那幾個，而幾個小孩又對故事有著濃厚的興趣，他只好硬著頭皮開始「編造」故事。當他為他的姐姐照姪兒及姪女床邊講「編造」童話故事時，誰料這些只是亂說一通，並且作得很離譜的古怪故事，但怎麼也想不到，他臨時說出來古怪的故事，竟然在現實生活中逐一發生，令他的生活起了一百八十度轉變……。

## 角色
- 阿當·桑迪拿 飾演 斯基特·布朗森
  - 托馬斯·霍夫曼 飾演 年少時的斯基特
- 凱莉·羅素 飾演 Jill Hastings
- 蓋·皮爾斯 飾演 肯德爾·鄧肯
- 羅素·布蘭德 飾演 米奇
- 李查·葛瑞夫斯 飾演 巴里·諾丁漢
- 泰瑞莎·帕瑪 飾演 Violet Nottingham

## 發行

### 分級
因為在影片中有黃色笑話的相關內容，而被一些國家評為「家長指引」的等級。

### 評價
爛番茄新鮮度25%，基於107條評論，平均分為4.4/10，而在Metacritic上得到33分，差評居多。

## 外部連結
- 互联网电影数据库（IMDb）上《魔法童話夜》的资料（英文）
- Box Office Mojo上《魔法童話夜》的資料（英文）
- 爛番茄上《魔法童話夜》的資料（英文）
- AllMovie上《魔法童話夜》的资料（英文）
- Metacritic上《天方夜談 （页面存档备份，存于）》的資料（英文）